# Ринкон, Иполито
Иполито Ринкон Поведано (исп. Hipólito Rincón Povedano; род. 28 апреля 1957[…], Мадрид) — испанский футболист, игравший на позиции нападающего.

## Клубная карьера
Воспитанник футбольной школы клуба «Реал Мадрид». В главной команде «сливочных» дебютировал лишь в 1979 году, проведя до того по одному сезону в аренде в клубах «Дитер Сафра», «Рекреативо» и «Реал Вальядолид».
В первом же сезоне выступлений за основную команду «Реала» стал чемпионом Испании. Однако ни в том сезоне и не в следующем стать игроком основного состава команды Ринкону не удалось.
Поэтому в 1981 году нападающий перешёл в клуб «Реал Бетис», за который сыграл 8 сезонов. Большую часть времени, проведённого в составе «зелено-белых», был основным игроком атакующей звена команды и одним из её главных бомбардиров, имея среднюю результативность на уровне 0,35 гола за матч. В сезоне 1982/83 с 20 забитыми голами стал лучшим бомбардиром Ла-Лиги. Завершил профессиональную карьеру футболиста в 1989 году.
Впоследствии работал спортивным комментатором.

## Международная карьера
Дебют за национальную сборную Испании состоялся в матче квалификации на чемпионат Европы 1984 против сборной Ирландии, в котором также отметился забитым голом. Был включен в составы сборной на летние Олимпийские игры 1980 в Москве и на чемпионат мира 1986 года в Мексике.

### Голы за сборную
| №   | Дата             | Место                               | Соперник  | Счёт | Результат | Турнир                  |
| --- | ---------------- | ----------------------------------- | --------- | ---- | --------- | ----------------------- |
| 1.  | 27 апреля 1983   | Ромареда, Сарагоса, Испания         | Ирландия  | 2-0  | 2-0       | Квалификация на ЧЕ 1984 |
| 2.  | 21 декабря 1983  | Бенито Вильямарин, Севилья, Испания | Мальта    | 4-1  | 12-1      | Квалификация на ЧЕ 1984 |
| 3.  | 21 декабря 1983  | Бенито Вильямарин, Севилья, Испания | Мальта    | 5-1  | 12-1      | Квалификация на ЧЕ 1984 |
| 4.  | 21 декабря 1983  | Бенито Вильямарин, Севилья, Испания | Мальта    | 8-1  | 12-1      | Квалификация на ЧЕ 1984 |
| 5.  | 21 декабря 1983  | Бенито Вильямарин, Севилья, Испания | Мальта    | 10-1 | 12-1      | Квалификация на ЧЕ 1984 |
| 6.  | 26 мая 1984      | Стад-де-Шармиль, Женева, Швейцария  | Швейцария | 0-3  | 0-4       | Товарищеский матч       |
| 7.  | 31 мая 1984      | Иллёи ути, Будапешт, Венгрия        | Венгрия   | 0-1  | 1-1       | Товарищеский матч       |
| 8.  | 17 октября 1984  | Бенито Вильямарин, Севилья, Испания | Уэльс     | 1-0  | 3-0       | Квалификация на ЧМ 1986 |
| 9.  | 23 января 1985   | Хосе Рико Перес, Аликанте, Испания  | Финляндия | 1-0  | 3-1       | Товарищеский матч       |
| 10. | 25 сентября 1985 | Бенито Вильямарин, Севилья, Испания | Исландия  | 1-1  | 2-1       | Квалификация на ЧМ 1986 |

## Достижения

### Клубные

#### «Реал Мадрид»
- Чемпион Испании: 1978/79, 1979/80
- Обладатель Кубка Испании: 1979/80

### Индивидуальные
- Обладатель Трофея Пичичи: 1982/83

## После завершения карьеры
По завершении футбольной карьеры занимался спортивным комментаторством. Также имеет страсть к покеру.
В 2010 году опубликовал свою книгу о покере под названием «Покер. Все секреты, чтобы стать победителем».